# Sido Makmur (Sipora Utara)
Sido Makmur is een bestuurslaag in het regentschap Kepulauan Mentawai van de provincie West-Sumatra, Indonesië. Sido Makmur telt 644 inwoners (volkstelling 2010).